# 664 a.C.
Il 664 a.C. (DCLXIV a.C. in numeri romani) è un anno  del VII secolo a.C.

## Eventi
- Gli Assiri sotto il Re Assurbanipal catturano e saccheggiano Tebe, in Egitto.
- Salita al trono di Psammetico I